# Naturpark Bandama
Der Naturpark Bandama (spanisch: Monumento Natural de Bandama) ist ein geschützter Landschaftsraum im Nordosten der Insel Gran Canaria, in der spanischen Provinz Las Palmas. Er besteht aus zwei klar definierten Einheiten: dem Berggipfel Pico de Bandama (‚Gipfel von Bandama‘) und der Caldera de Bandama (‚Caldera von Bandama‘). 

## Geografie

### Lage und Ausdehnung
Das Schutzgebiet befindet sich etwa zehn Kilometer südlich der Stadt Las Palmas und umfasst eine Fläche von insgesamt 325,7 Hektar. Davon entfallen 264,8 Hektar auf die Gemeinde Las Palmas de Gran Canaria, 51,4 Hektar auf Santa Brigida und 9,5 Hektar auf Telde. Der Naturpark besteht im Wesentlichen aus dem 574 Meter hohen Gipfel Pico de Bandama und der südlich davon gelegenen Caldera. Diese hat einen Durchmesser von rund einem Kilometer und ist 170 Meter tief.

### Verkehr
Der Rand der Caldera ist über die Carretera Bandama (GC-802) zu erreichen. Von dieser abzweigend führt die Asphaltstraße GC-822 bis auf den höchsten Punkt. Die Buslinie 311, die den Busbahnhof San Telmo in Las Palmas mit Brígida verbindet, bedient die Haltestelle Bandama an dieser Abzweigung. Ein hier beginnender, nur auf den ersten Metern gepflasterter Fußpfad ist der einzige Zugang zum Boden des Kessels.

### Geologie
Die vulkanischen Prozesse, die zur Entstehung des Bandama-Komplexes geführt haben, sind von Geologen ins jüngere Holozän datiert worden und gelten damit als Zeugnisse des rezenten Vulkanismus auf den Kanaren. Die Caldera ist in ihrer heutigen Form durch kleinere pyroklastische Eruptionen und dem daraus resultierenden Einsturz des Schlackenkegels vor etwa 5000 Jahren entstanden.

## Geschichte

### Namensherkunft

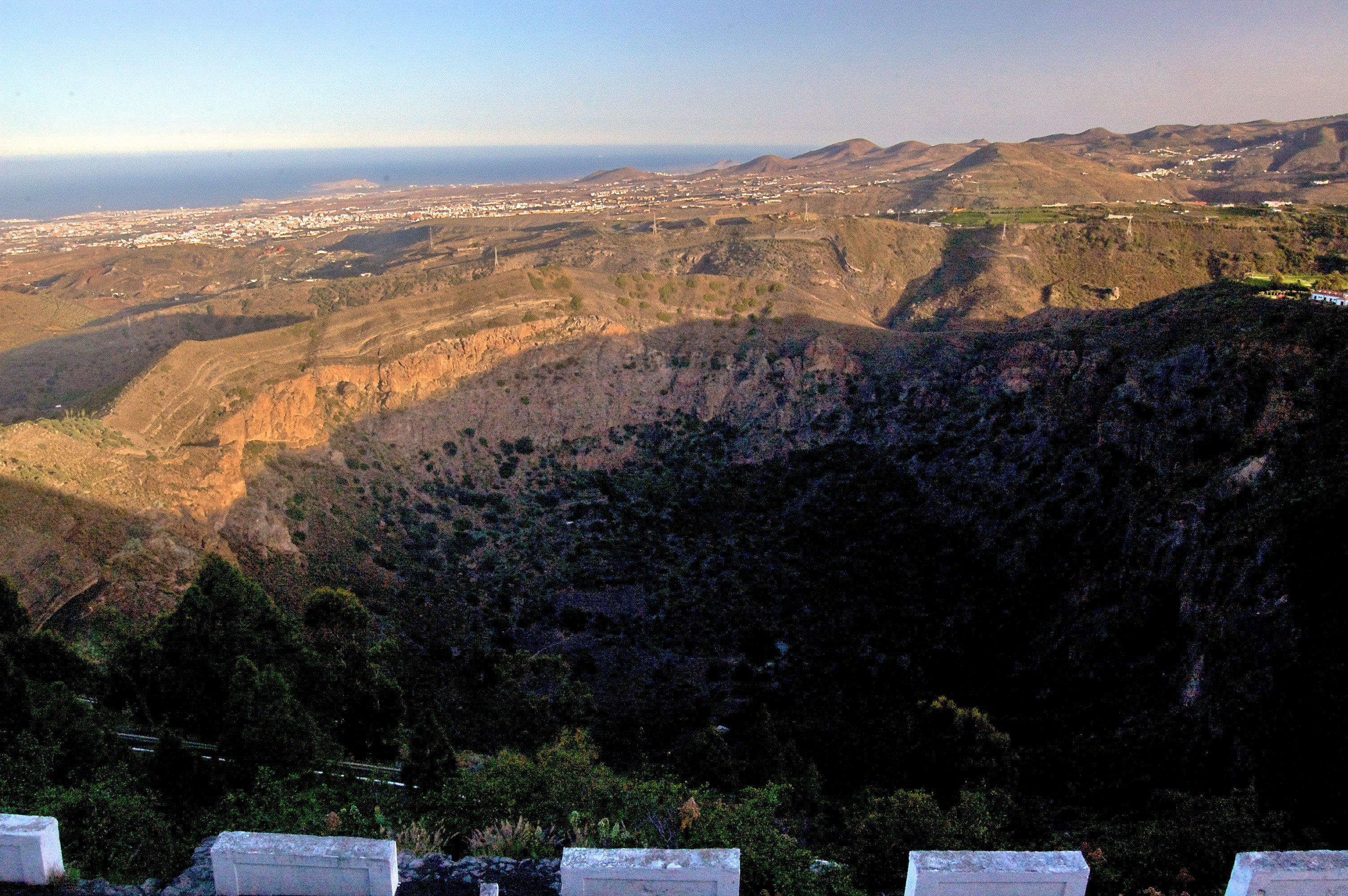
Bandama-Caldera, Gran Canaria

Der Name Bandama ist nicht spanischen Ursprungs. Er leitet sich von dem flämischen Händler Daniel Van Damme ab, der in der Caldera im 16. Jahrhundert sehr erfolgreich eine Winzerei betrieb. Das Testament dieses Mannes ist die erste schriftliche Dokumentation des Weinbaus in dieser Zone der Insel. Die heute noch teilweise erhaltenen Weinpressen und die dazugehörenden Vergärungsbecken (lagares), in denen die Trauben eingemaischt wurden, gehören zu den ältesten ihrer Art auf Gran Canaria.

### Archäologische Funde
In der Nordwand der Caldera befindet sich ein Höhlendorf aus prähispanischer Zeit. Die sogenannten Cuevas de Bandama (auch als Cuevas de los Canarios bekannt) bestehen im Wesentlichen aus einem Vorratssilo mit angeschlossenen Wohnhöhlen. Diese wurden von den kanarischen Ureinwohner, den Guanchen, mit Treppen, Kammern, Fenstern und Gängen ausgestattet und so zu einer Höhlensiedlung ausgebaut. Diese Fundstätte ist insofern bemerkenswert, als Höhlen mit künstlichem Innenausbau, außer auf Gran Canaria, nirgendwo sonst auf den Kanarischen Inseln vorkommen. Nennenswert sind auch die bisher unentschlüsselten Petroglyphen über einem Höhleneingang, welche, zusammen mit ähnlichen Funden auf Gran Canaria und auf anderen Inseln, die Existenz einer altkanarischen Schrift mit libysch-berberischer Prägung vermuten lassen. Die Cuevas de Bandama sind nur bei entsprechender Ortskenntnis zu erreichen. Sie sind weder ausgeschildert, noch gibt es einen auf den ersten Blick gangbaren Weg dorthin.

## Touristische Nutzung

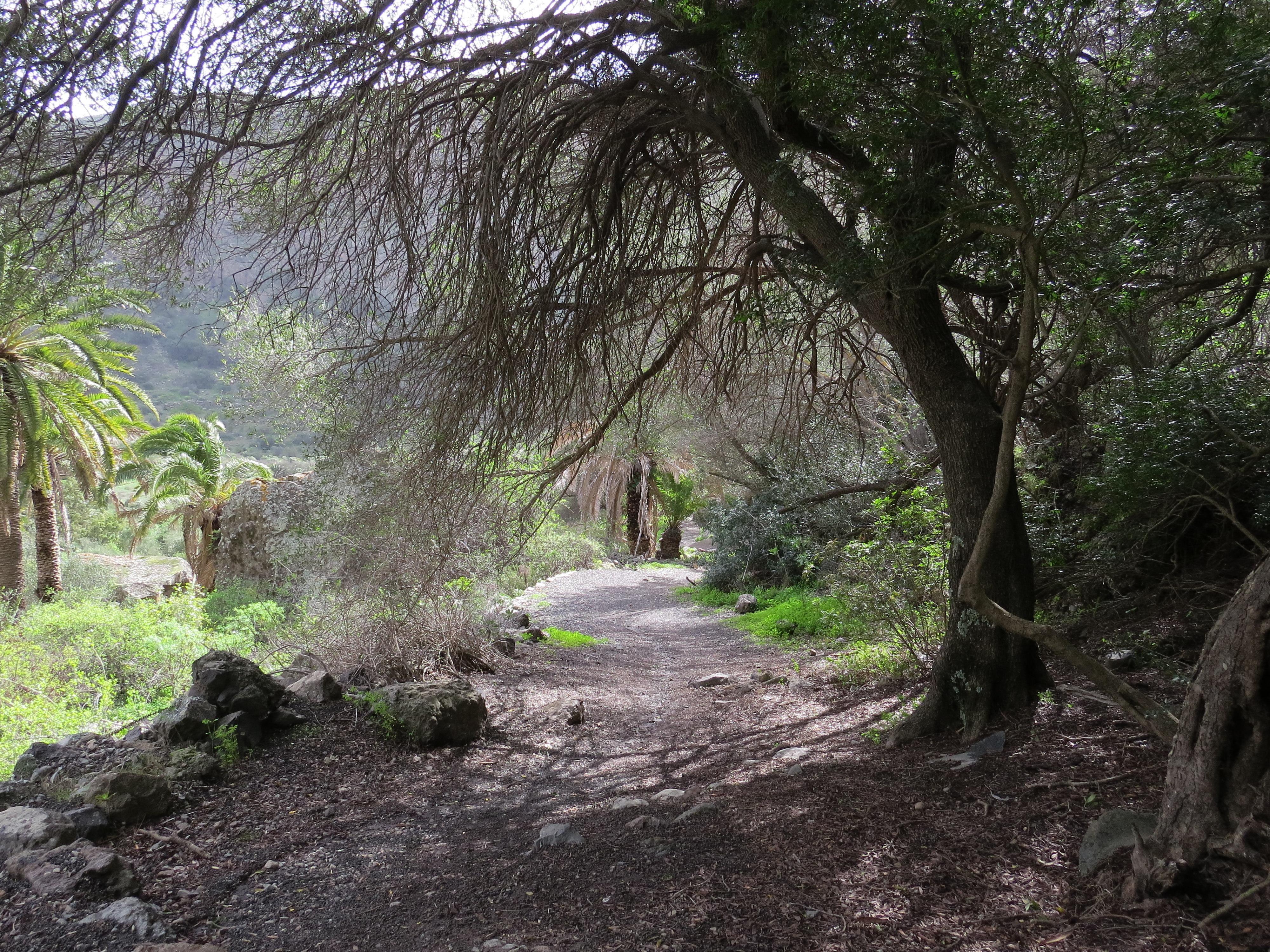
Pfad in die Caldera de Bandama

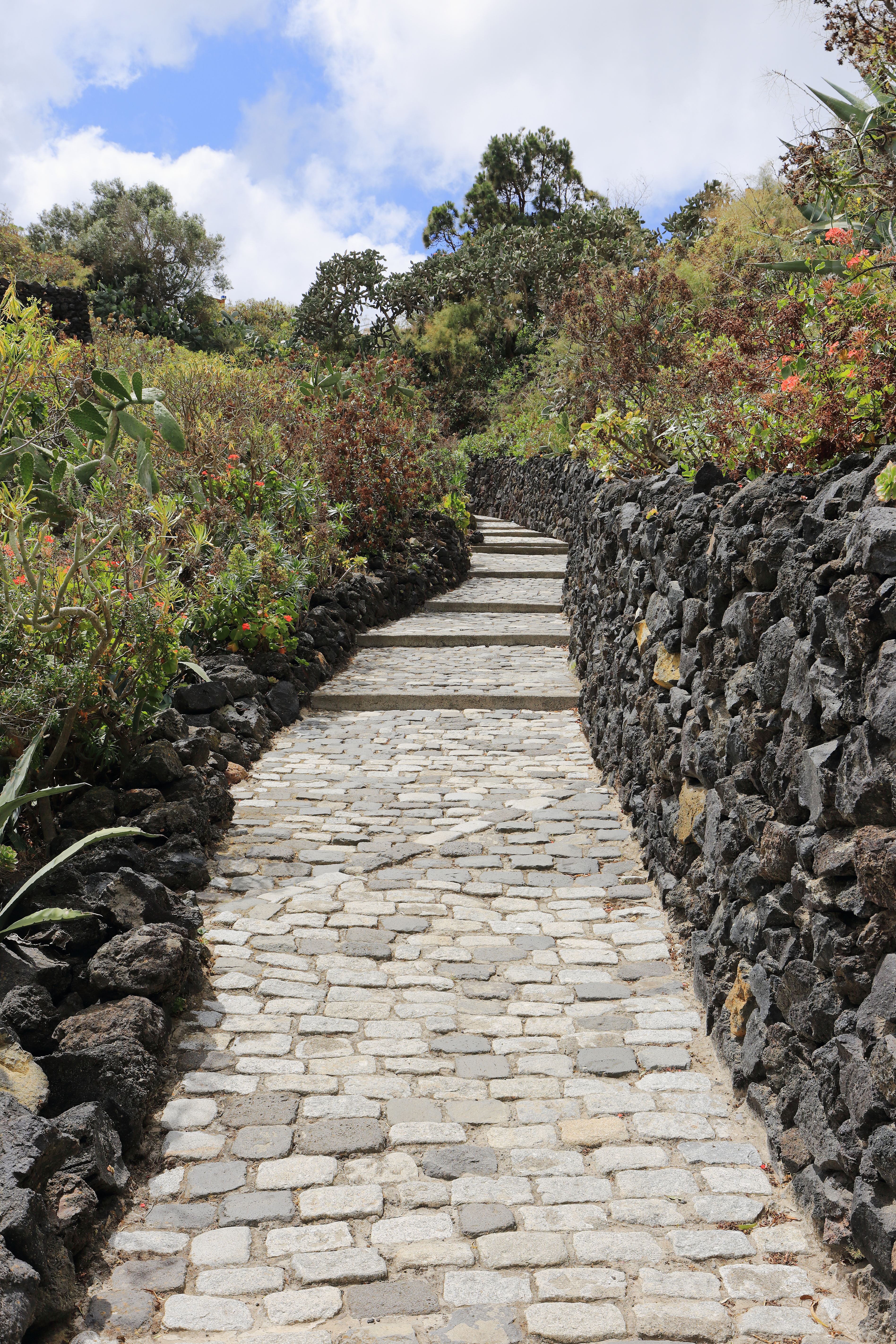
Pfad in Richtung zum Rand der Caldera

Der für Ausflugsgäste populärste Ort im Naturpark ist die Aussichtsplattform am Pico de Bandama, mit Blick in den Krater, auf die kanarische Bergwelt und auf die Außenbezirke von Las Palmas und Telde. Eine weitere Plattform gibt es innerhalb der Caldera, mit einer mehrsprachigen Informationstafel über die geologische Entstehungsgeschichte des Vulkankomplexes. Allerdings ist der Aufstieg aufgrund des steilen Terrains und des lockeren Bodens für ungeübte Wanderer anstrengend. Zudem ist es möglich, den Krater auf der Abbruchkante innerhalb einer ca. 3,6 Kilometer langen Strecke nahezu vollständig zu umrunden.